# Årets Gericke 2008
Årets Gericke 2008 var 8. gang Foreningen af Danske Madanmeldere uddelte Årets Ret-priser, men første gang priserne lanceredes under det nye navn som en hyldest til kokken Søren Gericke og hans betydning for dansk gastronomi. Prisoverrækkelsen foregik den 24. august 2008 ved et stort awardshow på Axelborg i København.

## Hovedkategorier

### Årets Gericke — Forret
- Mads Refslund, MR: Brændt mark
  - Kenneth Hansen, Prins Ferdinand: Røget ål med kartoffelsifon og karse
  - Rasmus Kofoed/Søren Ledet, Geranium: 5 slags kål og østers
  - Claus Henriksen, Dragsholm Slot: Æg fra den gule gård
  - Paul Cunningham, The Paul Bouillabaisse Danoise

### Årets Gericke — Hovedrett
- René Redzepi, Noma: Moskusokse, røget marv, havesyre og rødbede
  - Morten Schou, Restaurant Ensemble: Hummer »surf'n turf« med stegt brissel og maltkrumme
  - Bo Bech, Restaurant Paustian: Lammehals med enebær
  - Rasmus Kofoed/Søren Ledet, Geranium: Glad kalv med knopper og skud af ramsløg
  - Thomas Herman, Herman: Sprængt kalvebryst

### Årets Gericke — Dessert
- Rasmus Grønbech, Prèmisse: Rødbede og brombær-dessert
  - Torsten Smidt, Malling & Schmidt: Nordisk Kokos
  - Mads Refslund, MR: Aroma af skovens træer
  - Kenneth Toft-Hansen, Prins Ferdinand: Dehydreret æblekage
  - René Redzepi, Noma: Glaseret fåremælksmousse og havesyre

## Øvrige priser

### Årets Klassiker
- Fischer
  - Bistro Boheme
  - Ricemarket

### Årets Udskænkning
- R Bar
  - Ricemarket – for vinkort
  - Jakob Kocemba, sommelier på Herman

### Årets Betjening
- Klassisk Bistro, Århus
  - Jacob Kocemba
  - Vintjeneren fra Sankt G. på Hauser Plads